# 我的改变
《我的改变》（英語：Changes）是加拿大歌手贾斯汀·比伯的第五张录音室专辑。专辑由Def Jam和RBMG于2020年2月14日发行，是《我的决心》（2015）的后续作品，Quavo、波兹·马龙、Clever、利尔·迪基、特拉维斯·斯科特、柯兰尼和桑默·沃克客串，亚当·马辛吉、有声二人组、Boi-1da、HARV、纳斯里·阿特维、便便熊、萨莎·西罗塔、Tainy、黑胶人以及化名皮耶尔的洛杉矶湖人的NBA三屆冠军贾维尔·麦基担纲制作人。专辑风格主要为当代节奏布鲁斯、电子蓝调布鲁斯和流行乐，融合了陷阱音乐元素。
专辑发行前有两首单曲，一首是于2020年1月3日发行的主打单曲《Yummy》，该曲空降并最高排在公告牌百强单曲榜第2位；另一首是由嘻哈二人组Migos成员Quavo客串的第二支单曲《Intentions (賈斯汀·比伯歌曲)》，2020年2月7日发行。美国歌手柯兰尼客串的宣传单曲《Get Me》。美国说唱歌手波斯特·马龙和Clever客串的第三首单曲《Forever》随专辑发行。
作为专辑的额外推广活动，比伯的10集纪录片《贾斯汀·比伯：四季》于2020年1月27日首播。纪录片记述了比伯音乐创作的心路历程。2020年2月8日，比伯时隔七年首次回到《周六夜现场》。专辑同名巡演也将举行。
专辑空降公告牌二百强专辑榜首位。然而首周销量仅为23.1万个专辑等价单位，比《我的决心》在美国发行首周的销量64.9万个专辑等价单位要少很多。《我的改变》获得乐评人褒贬不一的评价，歌词批评，歌曲被指缺乏多样化，另有一些人称赞专辑中比伯的歌声和歌曲元素，以及成熟的感情。和《我的決心》一样，比伯为专辑的每首歌曲发布了舞蹈教学视频，称之为《我的改变：舞随歌动》（"Changes: The Movement"）。

## 背景
在2019年科切拉音乐节上，比伯与美国歌手爱莉安娜·格兰德在舞台上表演了《对不起》。比伯在表演后表示新专辑正在制作中。2019年10月27日，比伯在Instagram表示，如果此贴被点赞超过2000万次，就会在圣诞节前发布新专辑，然而该贴的点赞并不如预期，后来被删除，专辑发行计划也被推迟。

## 发行与推广
2020年1月3日，专辑主打歌《Yummy》发行，在多国排行榜进入前十，其中空降美国告示牌百强单曲榜第2名。由美国歌手桑默·沃克制作的混音版一个月后于2020年2月3日发行。2020年1月28日，专辑名称与封面公开，同日美国歌手柯兰尼演唱的宣传单曲《Get Me》。由美国说唱歌手客串的Quavo发行的第二首官方单曲《Intentions (賈斯汀·比伯歌曲)》于2020年2月7日发行。
2020年2月8日，比伯七年来首度回归《周六夜现场》。在主持人露波的介绍下，比伯表演了《Yummy》和《Intentions》，Quavo表演了他在《Intentions》中的主歌部分。

### 《贾斯丁·比伯：四季》
10集纪录片《贾斯汀·比伯：四季》于2020年1月27日首播，影片详述了他的职业生涯，以及比伯于2017年宣布取消我的决心世界巡演美国场次后回归音乐的过程。纪录片还详述了比伯音乐创作的心路历程。

### 我的改变巡演
专辑同名巡演原计划于2020年5月14日在西雅图世纪互联体育场揭幕，随后因2019冠状病毒病疫情于同年4月1日宣布取消，直至进一步通知。

## 专业评价
| 綜合得分         | 綜合得分 |
| 來源             | 評分     |
| ---------------- | -------- |
|                  | 5.5/10   |
|                  | 57/100   |
| 評論得分         |          |
| 來源             | 評分     |
| AllMusic         | [ 21 ]   |
| 《音域碰撞》     | 5/10     |
| 《星期日标准报》 | [ 23 ]   |
| 《衛報》         | [ 24 ]   |
| 《獨立報》       | [ 25 ]   |
| 《新音乐快递》   | [ 26 ]   |
| 《Pitchfork》    | 4.5/10   |
| 《滚石》         | [ 28 ]   |
| 卫星音乐网       | 3/5      |
| 《泰晤士报》     | [ 30 ]   |

《我的改变》获得乐评人褒贬不一的评价。部分人称赞专辑的制作和比伯的歌声，另有人指出旋律和歌词内容重复。Metacritic根据16条主流媒体评论打出57/100分，表示“褒贬不一或口碑平平”。
AllMusic撰稿人安迪·凯尔曼（Andy Kellman）给予这张“蓝调布鲁斯流行专辑”打出普遍正面的评价，尤其称赞了比伯的歌声，认为他用假声发出的恳求“不苦涩不造作，非常真诚成熟”。《洛杉矶时报》米凯尔·伍德（Mikael Wood）将专辑定义为“低调轻柔的电子蓝调布鲁斯即兴作品，将他和海莉·鲍德温的关系比作逃离他没有准备好重新进入的凶险世界的难民”。伍德亦表示，专辑的陷阱音乐节拍较为宽泛，“比伯有考虑过大量用当红的陷阱音乐鼓点的后果，就像是波斯特·马龙和特拉维斯·斯科特为了吸引流媒体听众所做的那样”。《综艺》的杰瑞米·海利加尔（Jeremy Helligar）指出，一直以来，比伯的声音“听起来没有变好，或是对爱情有更多的体会，但不间断的卧室浪漫主义并没有为探索恶魔或表达喜悦留下太多空间”，进一步认为比伯的歌声和制作“完美无瑕”，“他的灵魂得到恰当的表达”。不过也认为“专辑存在一些空洞的地方，他应该把窗户开出一条缝隙，让太阳射进来”。海里加尔将《我的改变》声音的一致性和爱莉安娜·格兰德的《谢谢，下一位》进行比较。
《滚石》的布列塔尼·斯潘诺斯（Brittany Spanos）将《我的改变》定义为“提议为婚姻幸福举杯的音乐祝酒词”，“甜蜜、细腻，但总的来说很肤浅”，认为歌曲“不算差，但实际上，几乎是听过就忘的那种，几乎没有比伯过去的特点”。斯潘诺斯认为专辑是“蓝调配比伯式的蜜月之歌”，“甜美、简朴，或许有点难想象专辑会永久流传”，而比伯“身为艺人的迷人的延展性”遗失了。她补充，专辑缺乏比伯2013年项目《Journals》的“危险色情元素”。Insider Inc.的考特妮·拉罗卡（Courteney Larocca）和凯莉·艾格里姆（Callie Ahlgrim）都认为比伯的声线“天然”，但批评歌词“欠佳”，总的来说专辑“最终成为令人昏昏欲睡的作品”。她们认为《Habitual》“毫无疑问是专辑的最佳歌曲”，而《All Around Me》是“毋庸置疑的”开场曲。
《Vice》的艾玛·加兰德（Emma Garland）评论：“每首歌都建基在简单的记忆点或循环往复的节拍上，倾向于微妙的旋律和大量的重复，悠闲的节奏给他的声音提供了充裕的空间，但歌曲通常很平凡”，“没有紧张感，没有基础”。她认为专辑“编排格式化，旋律飘忽不定”，挣扎着“高调登上金曲王座”，就像《我的决心》一样。《独立报》的罗辛·奥康纳（Roisin O'Connor）认为《我的改变》“不太像会让你厌恶到关掉的专辑。相反，它用普通的节拍和似乎信手拈来的大量客串歌曲涤荡你的心灵”，补充认为专辑“充斥着尚未成长的歌手对爱情的含糊陈词”。奥康纳总结指，比伯自《宝贝》时代以来“并没有走的太远”，“大量关于他的新任妻子海莉·鲍德温的歌曲没有启发性，他可能是在向家用电器示爱”。给专辑打出两颗星的《新音乐快递》汉娜·米莉亚（Hannah Mylrea）指出，一堆“令人倦怠、感情饱满但缺乏实质的歌曲”促成了比伯的“艰难回归”，这些歌曲“过分依赖流行的制作和深刻的宣言”。她认为这是金曲歌手比伯的“一次令人失望的回归”，“一场永远达不到高超的嬉戏”。《星期日标准报》的大卫·史密斯（David Smyth）对专辑的主题感到失望，但也称赞了制作：“实际上，比伯这次非常专心致志，感觉她（鲍德温）是她的唯一目标观众”，所以他巡演的观众“对新材料亘古不变且缓慢的步调、所融入的打击节拍和缺乏记忆点的副歌感到不知所措”。
《Pitchfork》的杰森·格林（Jayson Greene）给专辑打出4.5/10分，指出《我的改变》“安排了距离适中、适合流媒体的呢喃，与此说是淫荡，倒不如说让人昏昏欲睡”，表示歌曲“都是冰冷的角度和无摩擦的表面，缺乏亲密和激情”。他认为，“《我的改变》几乎每首歌在节奏，排列和歌词上都彼此相似，它们似乎都来自于10或15个一样柔和糖果心”。《音域碰撞》的尼克·罗斯布莱德（Nick Roseblade）指出，《我的改变》的主要问题是“既不令人兴奋也不充满活力，某些地方还拖泥带水”，认为专辑“缺乏多样化”是原因之一。

## 商业表现
专辑于凭借23.1万专辑等价单位（含12.6万纯专辑销量）空降公告牌二百强专辑榜冠军，是比伯在美国的第七张冠军专辑。比伯因此以25岁的年纪成为美国专辑榜最年轻的七冠王，打败了此前持有记录、时年26岁的埃尔维斯·普雷斯利。上线第二周，专辑在榜单跌到第4名，销量增加6.6万个单位。第三周，专辑成绩跌至第6名，销量新增6.2万个。
专辑也在加拿大专辑榜和英国专辑排行榜空降冠军，其中在英国成为比伯的第二张冠军单曲。

## 曲目列表
制作名单取自Tidal、Google Play和Apple Music。
| 标准版   | 标准版                                    | 标准版 | 标准版                                                                 | 标准版 |
| 曲序     | 曲目                                      | 词曲 | 制作人                                                                 | 时长   |
| -------- | ----------------------------------------- | --- | ---------------------------------------------------------------------- | ------ |
| 1.       | All Around Me                             | 贾斯汀·比伯 杰森·鲍伊德 （ 英语 ： Poo Bear） 萨沙·西罗塔 （ 英语 ： Sasha Sirota）                                                                                                | 便便熊 （ 英语 ： Poo Bear） 西罗塔                                            | 2:16   |
| 2.       | Habitual                                  | 比伯 J·鲍伊德 马可·马斯 约书亚·古德温 | 便便熊 古德温 塔尼                                                     | 2:48   |
| 3.       | Come Around Me                            | 比伯 J·鲍伊德 罗宾··魏斯 多米尼克·乔丹 （ 英语 ： The Audibles） 吉米·吉安诺斯 （ 英语 ： The Audibles）                                                                               | 便便熊 有声二人组 （ 英语 ： The Audibles）                                        | 3:20   |
| 4.       | Intentions (賈斯汀·比伯歌曲)（Quavo客串） | 比伯 奎韦斯·马歇尔 J·鲍伊德 乔丹 吉安诺斯 | 便便熊 有声二人组                                                      | 3:32   |
| 5.       | Yummy (賈斯汀·比伯歌曲)                   | 比伯 阿什莉·鲍伊德 J·鲍伊德 丹尼尔·哈克特 诺亚·萨玛克 埃平·施耐德索 西罗塔                                                                                     | 便便熊 基德·文化 诺亚·萨玛克 Datboigetro 西罗塔                        | 3:28   |
| 6.       | Available                                 | 比伯 J·鲍伊德 伯纳德·哈维 （ 英语 ： Bernard "Harv" Harvey） 贾维尔·麦基 A·鲍伊德 德里克·米兰                                                                                       | HARV 皮耶尔 便便熊                                                     | 3:15   |
| 7.       | Forever（feat. 波茲·馬龍和Clever）        | 比伯 奥斯汀·波斯特 约书亚·惠耶 （ 英语 ： Clever (rapper)） J·鲍伊德 路易斯·貝爾 哈维 阿里·达维什 比利·沃尔什                                                                 | HARV 便便熊 贝尔 [a]                                                   | 3:39   |
| 8.       | Running Over（feat. 利尔·迪基）           | 比伯 大卫·伯德 罗宾·魏斯 J·鲍伊德 乔丹 吉安诺斯 约书亚·姆贝威                                                                                                  | 便便熊 有声二人组 Laxcity                                              | 2:59   |
| 9.       | Take It Out on Me                         | 比伯 J·鲍伊德 哈克特 马吉德·马萨卡蒂 曼尼什·比戴 本杰明·布什 丹尼尔·戴利 （ 英语 ： Dvsn） 斯蒂芬·加勒特 （ 英语 ： Static Major） 安东尼·杰佛瑞斯 （ 英语 ： Nineteen85） 蒂莫西·莫斯利 | 便便熊 基德·文化                                                       | 2:58   |
| 10.      | Second Emotion（feat. 特拉维斯·斯科特）   | 比伯 雅克·韦伯斯特 迈克·迪恩 （ 英语 ： Mike Dean (record producer)） J·鲍伊德 乔丹 吉安诺斯                                                                                              | 便便熊 有声二人组 迪恩                                                 | 3:22   |
| 11.      | Get Me（feat. 柯兰尼）                    | 比伯 柯兰妮·帕利什 安德森·埃尔南德斯 （ 英语 ： Vinylz） J·鲍伊德 金俊夏 马修·塞缪斯 （ 英语 ： Boi-1da）                                                                   | 黑胶人 （ 英语 ： Vinylz） CVRE 便便熊 Boi-1da （ 英语 ： Boi-1da） 贾汗·斯威特 [b] | 3:05   |
| 12.      | E.T.A.                                    | 比伯 J·鲍伊德 菲利普·博德罗 汤姆·斯特勒 顾得 | 便便熊 古德温 博德罗 斯特勒                                            | 2:56   |
| 13.      | Changes                                   | 比伯 J·鲍伊德 纳斯里·阿特维 亚当·梅辛格 （ 英语 ： Adam Messinger） | 便便熊 信使 （ 英语 ： The Messengers (producers)）                                              | 2:15   |
| 14.      | Confirmation                              | 比伯 J·鲍伊德 摩西·塞缪尔 奥兰尼伊·阿金昆米 | 便便熊 声之子                                                          | 2:50   |
| 15.      | That's What Love Is                       | 比伯 J·鲍伊德 斯洛塔 考特尼·希尔斯 | 便便熊 斯洛塔                                                          | 2:45   |
| 16.      | At Least for Now                          | 比伯 J·鲍伊德 约书亚·威廉姆斯 哈维 | 便便熊 HARV 威廉姆斯                                                   | 2:29   |
| 总时长： | 总时长：                                  | 总时长： | 总时长：                                                               | 47:56  |

| 数字版、流媒体版和日本版附加曲目 | 数字版、流媒体版和日本版附加曲目              | 数字版、流媒体版和日本版附加曲目          | 数字版、流媒体版和日本版附加曲目 | 数字版、流媒体版和日本版附加曲目 |
| 曲序                             | 曲目                                          | 词曲                                      | 制作人                           | 时长                             |
| -------------------------------- | --------------------------------------------- | ----------------------------------------- | -------------------------------- | -------------------------------- |
| 17.                              | Yummy (Summer Walker Remix)（with 桑默·沃克） | 比伯 沃克 J·鲍伊德 哈克特 A·鲍伊德 索洛塔 | 便便熊 基德·文化 索洛塔          | 3:29                             |
| 总时长：                         | 总时长：                                      | 总时长：                                  | 总时长：                         | 51:25                            |

| 日本豪华版附送DVD | 日本豪华版附送DVD   | 日本豪华版附送DVD | 日本豪华版附送DVD |
| 曲序              | 曲目                | 导演              | 时长              |
| ----------------- | ------------------- | ----------------- | ----------------- |
| 1.                | Yummy（音乐录影带） | 巴迪亚·泽纳利（Bardia Zeinali） | 3:50              |
| 2.                | Yummy（歌词视频）   |                   | 3:23              |
| 总时长：          | 总时长：            | 总时长：          | 7:13              |

注释
- ^a 表示人声制作人
- ^b 表示额外制作人

## 制作人员
制作人员名单摘自AllMusic。

### 演唱
- 贾斯汀·比伯 – 人声 （所有曲目）
- Quavo – 人声 （曲目4）
- 波斯特·马龙 – 人声 （曲目7）)
- Clever（英语：Clever (rapper)） – 人声  （曲目4）
- 利尔·迪基 – 人声 （曲目8）)
- 特拉维斯·斯科特 – 人声 （曲目10）
- 柯兰尼 – 人声 （曲目11）
- 桑默·沃克 – 人声  （曲目17，附加曲）
- 杰森·“便便熊”·鲍伊德（英语：Poo Bear） – 伴唱 （曲目2–4、6）
- 萨沙·斯洛塔（英语：Sasha Sirota） – 吉他 （曲目1、15）
- 马可·“塔尼”·马西斯 – 鼓、键盘、贝斯 （曲目2）
- 伯纳德·哈维（英语：Bernard "Harv" Harvey） – 键盘 （曲目7、16）、贝斯 （曲目16）
- 丹尼尔·哈克特（Daniel Hackett） – 键盘 （曲目9）
- 金俊夏（Jun Ha Kim）– 贝斯、键盘、吉他 （曲目11）
- 菲尔·博德罗（Phil Beaudreau）– 鼓声编程、贝斯、键盘、伴唱 （曲目12）
- 汤姆·斯特勒 – 吉他 （曲目12）
- 纳斯里·阿特维（英语：Nasri Atweh） – 吉他 （曲目13）
- 摩西·塞缪尔（Moses Samuels） – 键盘 （曲目14）

### 制作人员
- 贾斯汀·比伯 – 执行制作
- 摩托车·布劳恩 – 执行制作
- 杰森·“便便熊”·鲍伊德 – 联合执行制作、制作 （所有曲目）、人声制作 （曲目11）
- 乔什·古德温 – 联合执行制作、制作 （曲目2、11）、人声制作 （所有曲目）
- 萨沙·斯洛塔 – 制作 （曲目1、5、15、17（附加曲））)
- 马可·‘塔尼’·马西斯 – 制作 （曲目2）
- 有声二人组（英语：The Audibles） – 制作 （曲目3-4、8、10）
- 基德·文化 – 制作 （曲目5、9、17（附加曲））
- HARV – 制作 （曲目6-7、16）
- 贾维尔·‘皮埃尔’·麦基 – 制作 （曲目6）
- 路易斯·貝爾 – 波斯特·马龙人声制作 （曲目7）
- 黑胶人（英语：Vinylz） – 制作 （曲目11）
- Boi-1da（英语：Boi-1da） – 制作 （曲目11）
- CVRE – 制作 （曲目11）
- 贾汗·斯威特（Jahaan Sweet）– 联合制作 （曲目11）
- 菲尔·博德罗 – 制作 （曲目12）
- 汤姆·斯特勒 – 制作 （曲目12）
- 纳斯里·阿特维 – 制作（曲目13）
- 亚当·梅辛格（英语：Adam Messinger） – 制作（曲目13）
- 声之子 – 制作 （曲目14）
- 约书亚·威廉姆斯 – 制作（曲目16）

### 技术
- 乔什·古德温 – 工程、混音 （所有曲目）
- 克里斯·‘特克’·奥莱恩（英语：Chris O'Ryan） – 工程 （所有曲目）
- Chenao Wang – 助理录音师 （曲目1-3、5、7、12-13、15、17（附加曲））
- 科里·韦尔蒂（Kory Welty）– 工程师（曲目2）
- 伊莱贾·马瑞特·希奇（Elijah Marrett-Hitch）– 混音助理 （曲目5、17（附加曲））
- 路易·贝尔（Louis Bell）– 录音 （曲目7）
- 利尔·迪基 – 人声录音 （曲目8）
- 马克·帕西夫特（Mark Parsift）– 柯兰尼人声录音 （曲目11）
- 菲尔·博德罗 – 工程 （曲目12）
- 桑默·沃克 – 人声录音 （曲目17（附加曲））
- 肯德尔·洛克·贝利（Kendall Roark Bailey）– vocals recording, mixing (track 17(bonus))

### 美术
- 洁西卡·赛文（Jessica Severn）– 设计和包装
- 克里斯·谢利（Chris Shelley）– 设计和包装
- 乔·特米尼（Joe Termini）– 摄影
- 詹妮弗·比尔（Jennifer Beal）– 包装制作
- 安迪·普罗克特（Andy Proctor）– 包装制作

## 榜单表现
| 榜单（2020年）                            | 最高排名 |
| ----------------------------------------- | -------- |
| 澳大利亞（ARIA專輯榜）                    | 2        |
| 奧地利（奧地利Ö3專輯榜）                  | 2        |
| 比利時法蘭德斯（Ultratop專輯榜）          | 3        |
| 比利時瓦隆（Ultratop專輯榜）              | 5        |
| 加拿大（《告示牌》Canadian Albums Chart） | 1        |
| 捷克（ČNS IFPI專輯榜）                    | 1        |
| 丹麥（Hitlisten專輯榜）                   | 3        |
| 荷蘭（MegaCharts專輯榜）                  | 1        |
| 爱沙尼亚专辑榜（爱沙尼亚40强榜）          | 1        |
| 芬蘭（Suomen virallinen lista專輯榜）     | 5        |
| 法國（SNEP專輯榜）                        | 9        |
| 德國（Offizielle Top 100專輯榜）          | 4        |
| 匈牙利（MAHASZ專輯榜）                    | 24       |
| 愛爾蘭（IRMA專輯榜）                      | 2        |
| 義大利（FIMI專輯榜）                      | 7        |
| 日本（Oricon專輯榜）                      | 16       |
| 墨西哥专辑榜（墨西哥音像製品協會）        | 2        |
| 紐西蘭（RMNZ專輯榜）                      | 2        |
| 挪威（VG-lista專輯榜）                    | 2        |
| 波蘭（ZPAV專輯榜）                        | 7        |
| 葡萄牙（AFP專輯榜）                       | 2        |
| 蘇格蘭（OCC專輯榜）                       | 5        |
| 韩国专辑榜（Gaon专辑榜）                  | 81       |
| 西班牙（PROMUSICAE專輯榜）                | 2        |
| 瑞典（Sverigetopplistan專輯榜）           | 1        |
| 瑞士（Schweizer Hitparade專輯榜）         | 1        |
| 英國（OCC專輯榜）                         | 1        |
| 美国公告牌二百强专辑榜                    | 1        |

## 销量认证
| 地區                                     | 认证 | 认证单位/销量 |
| ---------------------------------------- | ---- | ------------- |
| 加拿大（加拿大音乐协会）                 | 金   | 40,000‡       |
| 中国                                     | —    | 766,334       |
| 丹麦（國際唱片業協會丹麥分會）           | 金   | 10,000‡       |
| 新西兰（新西兰唱片音乐协会）             | 金   | 7,500‡        |
| 挪威（國際唱片業協會挪威分会）           | 金   | 10,000*       |
| 英国（英国唱片业协会）                   | 银   | 60,000‡       |
| 美国（美國唱片業協會）                   | 白金 | 1,000,000‡    |
| *僅含認證的實際銷量 ‡僅含認證的+實際銷量 |      |               |

## 发行历史
| 地区 | 日期          | 格式               | 厂牌    | 参考          |
| ---- | ------------- | ------------------ | ------- | ------------- |
| 多地 | 2020年2月14日 | CD 数字下载 流媒体 | Def Jam | [ 43 ]        |
| 多地 | 2020年3月13日 | 卡式录音带 黑胶    | Def Jam | [ 79 ] [ 80 ] |